# L'Ange de Montevideo
L'Ange de Montevideo est le 31e roman de la série SAS, écrit par Gérard de Villiers et publié en juin 1973 dans la collection Plon (Presses de la Cité). Comme tous les SAS parus au cours des années 1970, le roman a été édité lors de sa publication en France à 100 000 exemplaires.
L'action se déroule courant 1973 à Montevideo (Uruguay).
Le début du roman reprend la structure du film État de Siège réalisé et tourné en 1972 par Costa-Gavras. Ce film fut lui-même inspiré par l'assassinat de Dan Mitrione, agent du FBI assassiné par les Tupamaros en 1970.

## Personnages principaux

### Américains et alliés
- Malko Linge : héros du roman.
- Ron Baber : agent de la CIA.

## Résumé

### Débuts du roman
Ron Baber, agent de la CIA qui travaille à la Jefetura à Montevideo, cherche à percer l’identité de « Libertad », le chef des Tupamaros. Mais il est enlevé en pleine rue par une femme habillée en bonne sœur. Malko Linge est appelé à la rescousse pour retrouver l’Américain avant qu’il ne soit exécuté. 

### Dénouement et fin du roman
La mission de l’espion autrichien est un échec.